# Saint-Cyprien (Quebec)
Saint-Cyprien es un municipio canadiense situado en la provincia de Quebec.

## Superficie
Saint-Cyprien tiene una superficie de 138,43 km².

## Demografía
En 2021, tenía 1078 habitantes, una densidad poblacional de 7,8 hab./km², y 502 viviendas.